# Metáfisis
En anatomía la metáfisis es la pequeña parte de los huesos largos que se encuentra situada entre la diáfisis y la epífisis.

## Descripción
La zona de la metáfisis está ocupada por un tejido cartilaginoso que se llama cartílago de crecimiento, gracias al cual el hueso puede aumentar su longitud de forma progresiva, contando con inflamación y dolores alrededor de ella.
Cuando termina el crecimiento óseo, lo cual ocurre en los humanos alrededor de los 13 años para las mujeres y los 15 años para los hombres, el cartílago de crecimiento de la metáfisis es sustituido por tejido óseo esponjoso y de esta forma la diáfisis y la epífisis quedan unidas y ya no es posible que el hueso aumente su longitud, la zona de unión se conoce a partir de ese momento como línea epifisaria.
Los grandes huesos largos fémur, tibia, peroné, húmero, cúbito y radio tienen dos metáfisis, una a cada lado, la que está más próxima a la raíz del miembro se llama proximal y la más alejada distal.
Posiblemente a la hora de estar en movimiento o realizando actividades físicas notemos un mayor grado de dolor.
En los huesos más cortos como falanges, metacarpianos y metatarsianos, existe solo una metáfisis que está localizada en el caso de las falanges, primeros metacarpianos y metatarsianos en la porción proximal y en el resto en la porción distal.